# 川崎市立下小田中小学校
川崎市立下小田中小学校（かわさきしりつ しもこだなかしょうがっこう）は、神奈川県川崎市中原区下小田中3丁目に所在する公立小学校。

## 沿革
出典
- 1968年（昭和43年）
  - 4月1日 - 開校。
  - 4月5日 - 第1回入学式と入校式挙行。
- 1969年（昭和44年）
  - 1月24日 - 校章制定。
  - 1月28日 - 増築工事が完成し、校長室と職員室ができる。
  - 3月6日 - 開校式典挙行。
- 1970年（昭和45年）4月3日 - 増設工事が完成し、理科室・準備室・図工室・音楽室ができる。
- 1971年（昭和46年）6月5日 - 体育館落成式挙行。
- 1972年（昭和47年）	
  - 7月8日 - プールが完成。
  - 9月9日 - 観察池が完成。
  - 10月23日 - 花壇が完成。
- 1973年（昭和48年）1月28日 - 日時計が完成。
- 1977年（昭和52年）3月22日 - 増築工事が完成し、特別教室・図書室・視聴覚室・音楽室ができる。
- 1978年（昭和53年）
  - 5月28日 - 10周年記念第11回大運動会開催。
  - 11月6日 - この日から8日まで、10周年記念の「学校祭り」と「図工展」を開催し、記念式典挙行。
- 1983年（昭和58年）
  - 9月30日 - 家庭科室新設工事が完成。
  - 10月25日 - 15周年記念航空写真撮影。
  - 10月31日 - 15周年記念式典挙行。
- 1987年（昭和62年）12月4日 - 図工室改装工事が完成。
- 1988年（昭和63年）
  - 10月15日 - 20周年記念航空写真撮影。
  - 11月5日 - 20周年記念式典挙行。
- 1991年（平成3年）9月5日 - 理科室改修工事が完成。
- 1992年（平成4年）3月31日 - 生活科教材園とアスレチック（滑り台）が完成。
- 1993年（平成5年）4月1日 - 25周年記念大運動会開催。
- 1994年（平成6年）
  - 3月31日 - 保健室改修工事が完成。
  - 8月31日 - 校長室・事務センター・用務員室改修工事が完成。
- 1998年（平成10年）
  - 6月15日 - 30周年記念貨「あふれる笑顔」が完成。
  - 11月21日 - 30周年記念式典挙行。
- 2002年（平成14年）10月28日 - 新校舎（B棟）教室開き。
- 2008年（平成20年）	
  - 5月9日 - 40周年記念オープニングセレモニー開催。
  - 6月1日 - 40周年記念第41回大運動会開催。
  - 6月11日 - 航空写真撮影。
  - 9月27日 - 40周年記念下小フェスタ開催。
  - 10月30日 - 40周年子ども式典挙行。
  - 11月1日 - 40周年記念式典挙行。
  - 12月20日 - 40周年記念ふれあい2008開催。
- 2013年（平成25年）6月26日 - この日と翌日の2日間、全体写真・航空写真撮影。
- 2018年（平成30年）度 - 下小田中小学校誕生祭挙行。
- 2019年（平成31年）4月1日 - 新校舎（体育館、プール、図書室、パソコン室、パンジールーム1・2）が完成。

## 通学区域
出典
- 中原区
  - 井田三舞町（全域）
  - 井田杉山町（1番～14番、15番1号～15番4号、16番～30番、31番3号、31番6号、31番13号、31番14号、31番35号～31番53号）
  - 下小田中3丁目（25番～30番、32番～35番）
  - 下小田中5丁目（15番、16番）
  - 下小田中6丁目（11番～33番）

## 進学先中学校
出典
- 川崎市立井田中学校 - 井田三舞町と井田杉山町から通う児童の主な進学先。
- 川崎市立西中原中学校 - 下小田中3丁目～6丁目から通う児童の主な進学先。

## 学校周辺
- 老人ホームニチイホーム元住吉 - 川崎市道を挟んで、敷地が隣接。
- 中原ゴルフガーデン
- 株式会社日本保育サービス アスク下小田中保育園 - 進学前保育園のひとつ。

## 交通
- 川崎鶴見臨港バス「原62」系統のバスで、「下小田中」バス停下車後徒歩約300m・約5分。
- JR東日本南武線武蔵中原駅徒歩1.1Km・16分